# Кабаков, Анатолий Михайлович
Анатолий Михайлович Кабаков — советский хозяйственный и государственный деятель, лауреат Государственной премии СССР за выдающиеся достижения в труде.

## Биография
Родился в 1940 году в Великом Устюге. Член КПСС.
В 1959—1964 — слесарь, водитель в Дзержинском автохозяйстве Красноярского края, в 1964—1991 — варщик целлюлозы на заводе нейтрально-сульфитной полуцеллюлозы картонно-бумажного производства Котласского ЦБК имени 50-летия ВЛКСМ.
Почётный гражданин Котласа.
За разработку новых высокопроизводительных технологий производства бумаги и картона на основе использования древесины лиственных пород в ПО «Сыктывкарский ЛПК имени Ленинского комсомола» и Котласском ЦБК имени 50-летия ВЛКСМ был в составе коллектива удостоен Государственной премии СССР в области науки и техники 1982 года.
Делегат XXVI съезда КПСС.
Умер в 1991 году в Котласе.

## Награды
- Орден Ленина (1981)
- Орден Трудового Красного Знамени (1977)